# 台中市公車302路
台中市公車302路行駛自 臺中國際機場 到 太平區新光里 ，由中台灣客運營運，為行駛於臺灣大道公車專用道的市公車路線之一。原為臺中市公車新幹線150路。主要行駛於臺灣大道。本路線與2014年7月27日前行駛區間不同。

## 歷史
- 2013年4月10日：配合臺中國際機場新航廈啟用，中台灣客運150路通車。[1][2][3][4][5][6]
- 2013年6月：不停靠秋紅谷（朝陽橋）站，改停靠朝馬站。
- 2014年6月18日：完成安裝Wi-Fi。[7]
- 2014年6月30日：「中山醫院（臺灣大道）」站更名為「臺灣大道五權路口」。
- 2014年7月28日：朝馬以東之臺灣大道路段（朝馬、新光三越、臺中市政府、臺灣大道文心路口、頂何厝、科學博物館、中山醫院、仁愛醫院、第一廣場、臺中火車站）裁撤，原臺中公園端點改至「嶺東高中」，並改為各站皆停。[8]
- 2014年10月1日：「新光三越（惠來路）」站更名為「臺中國家歌劇院」。[9]
- 2015年6月7日：配合優化公車專用道將於7月8日上路，台中市政府交通局宣布將台中市公車150路整合規劃為台中市公車302路，其營運區間及發車時刻尚未說明。[10] [11] [12] [13] [14] [15] [16]
- 2015年6月18日：台中市政府交通局公布台中市公車302路路線圖。[17]依據此路線圖，302路將行駛於優化公車專用道，非行駛臺灣大道路段的公車站牌及臺灣大道慢車道的公車站牌全數裁撤，改停靠優化公車專用道的公車站（原臺中市快捷巴士藍線車站）。
- 2015年7月8日：路線編碼更改為「台中市公車302路」，營運區間更改為「臺中航空站－臺中公園」，更改區間後行駛區間與2014年7月27日以前不同。而「朝馬轉運站－嶺東高中」區間改號為台中市公車358路。
- 2016年10月29日：配合「臺中鐵路架化第二階段工程」，臺中火車站往臺中公園方向站位暫時裁撤，並調整至「第一廣場」站位上下車。[18] [19] [20]
- 2019年1月1日：「臺中火車站」站名更改為「臺中車站（臺灣大道）」。
- 2021年4月6日: 早午各一班延伸至嘉陽高中(鰲峰山公園)站。上午06:20自台中公園發車，沿台灣大道行駛經過包含中港新城、東海榮總、東海別墅、弘光科大、靜宜大學再轉至台中國際機場到嘉陽高中並回程，下午4:40自嘉陽高中返回台中市區；實際時間由客運公司公告。
- 2023年8月14日：本路線「嘉陽高中－臺中國際機埸－臺中公園」調整為「嘉陽高中－臺中國際機埸－新光里(新福路)」。來回程取消「干城站」和「臺中公園（雙十路）」站。往新光里方向加停「臺中車站（C月台）」，「國軍英雄館」，「秀泰影城」，「第四市埸」「南京東自由路口」，「精武車站（精武路）」，「新光里 (中山路)」，「新福里(新福路)」和「新光里(新福路)」站。往臺中國際機埸方向加停「新光里(新福路)」，「新福里(新福路)」，「新光里 (中山路)」「精武車站（精武路）」，「南京東自由路口」，「第四市埸」「秀泰影城」和「國軍英雄館」站。並將路線名稱由（嘉陽高中－臺中國際機埸－臺中公園）更改為（嘉陽高中－臺中國際機埸－新光里）。
- 2024年7月16日：調整發車時刻。[21]

## 路線基本資料
- 主線全程行車里數：25.5公里；延駛路線全程行車里數：28.2公里
- 主線全程行車時間：約1小時10分；延駛路線全程行車時間：約1小時20分

### 時刻表
- 時刻表僅供參考，請以母公司統聯客運網站公告為準。

302
| 台中市公車302平/假日時刻列表 | 台中市公車302平/假日時刻列表 | 台中市公車302平/假日時刻列表 | 台中市公車302平/假日時刻列表 |
| ---------------------------- | ---------------------------- | ---------------------------- | ---------------------------- |
| 臺中國際機場開時刻           | 臺中國際機場開備註           | 新光里（新福路）開時刻       | 新光里（新福路）開備註       |
| 06:45                        | -                            | 05:35                        | -                            |
| 08:15                        | -                            | 06:45                        | -                            |
| 08:45                        | -                            | 07:20                        | -                            |
| 09:45                        | -                            | 08:20                        | -                            |
| 10:00                        | -                            | 08:35                        | -                            |
| 10:25                        | -                            | 09:00                        | -                            |
| 10:45                        | -                            | 09:20                        | -                            |
| 11:10                        | -                            | 09:40                        | -                            |
| 11:50                        | -                            | 10:25                        | -                            |
| 12:20                        | -                            | 10:55                        | -                            |
| 12:50                        | -                            | 11:25                        | -                            |
| 13:20                        | -                            | 11:50                        | -                            |
| 13:55                        | -                            | 12:30                        | -                            |
| 14:15                        | -                            | 12:45                        | -                            |
| 14:35                        | -                            | 13:10                        | -                            |
| 15:05                        | -                            | 13:40                        | -                            |
| 15:35                        | -                            | 14:05                        | -                            |
| 16:10                        | -                            | 14:45                        | -                            |
| 16:35                        | -                            | 15:00                        | -                            |
| 17:10                        | -                            | 15:40                        | -                            |
| 17:25                        | -                            | 15:55                        | -                            |
| 17:40                        | -                            | 16:10                        | -                            |
| 18:10                        | -                            | 16:35                        | -                            |
| 18:45                        | -                            | 17:05                        | -                            |
| 19:30                        | -                            | 17:45                        | -                            |
| 20:00                        | -                            | 18:30                        | -                            |
| 21:00                        | -                            | 19:30                        | -                            |
| 21:45                        | -                            | 20:25                        | -                            |
| 22:45                        | -                            | 21:25                        | -                            |

302延
| 台中市公車302延平/假日時刻列表 | 台中市公車302延平/假日時刻列表 | 台中市公車302延平/假日時刻列表 | 台中市公車302延平/假日時刻列表 |
| ------------------------------ | ------------------------------ | ------------------------------ | ------------------------------ |
| 嘉陽高中發車開時刻             | 嘉陽高中發車開備註             | 新光里（新福路）開時刻         | 新光里（新福路）開備註         |
| 07:40                          | -                              | 06:05                          | -                              |
| 16:50                          | -                              | 15:15                          | -                              |

### 收費
依里程計費；刷電子票證十公里免費。

### 停站
參見右側站牌及下方路線圖，藍色路段為行駛優化公車專用道。
- 設有公車專用道的候車站（原臺中BRT藍線車站）每站皆停且無須按下車鈴及招手攔車，其他停靠站須按下車鈴及招手攔車才會停靠該站。
- 參見右側路線圖。[23]

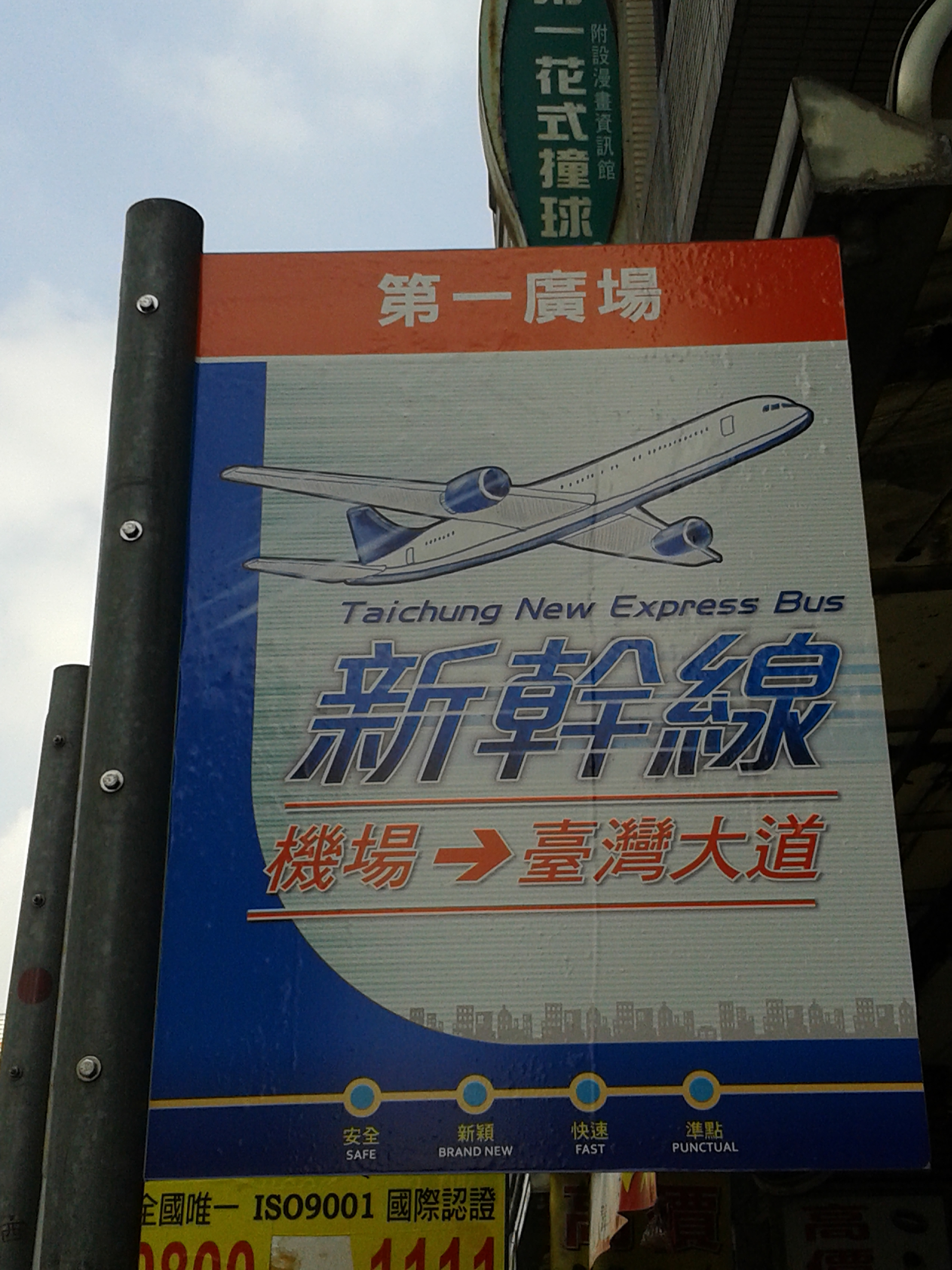
台中市公車150路的專屬站牌，與一般路線站牌有所區隔(現已移除)
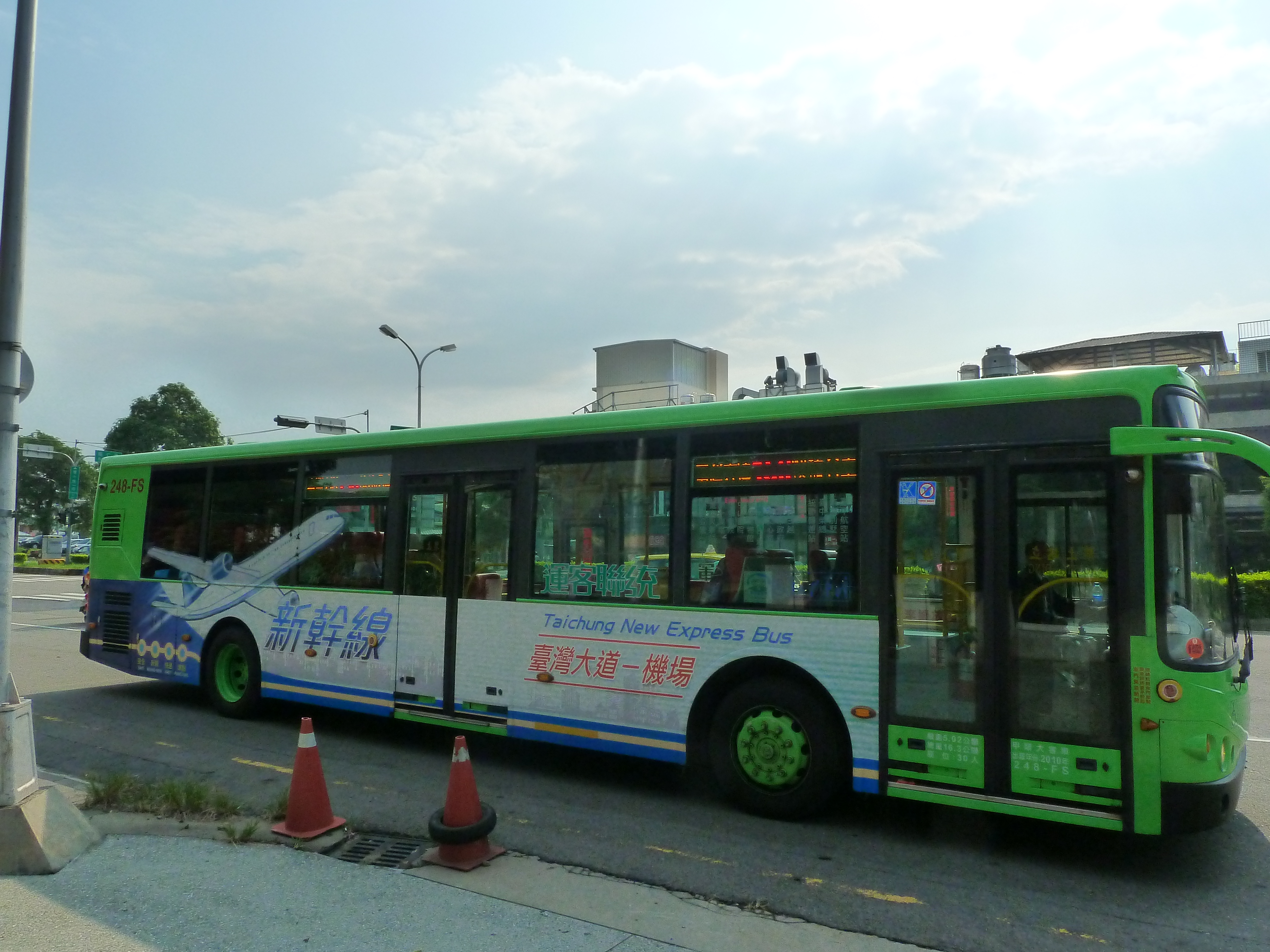
台中市公車150路公車的側車身
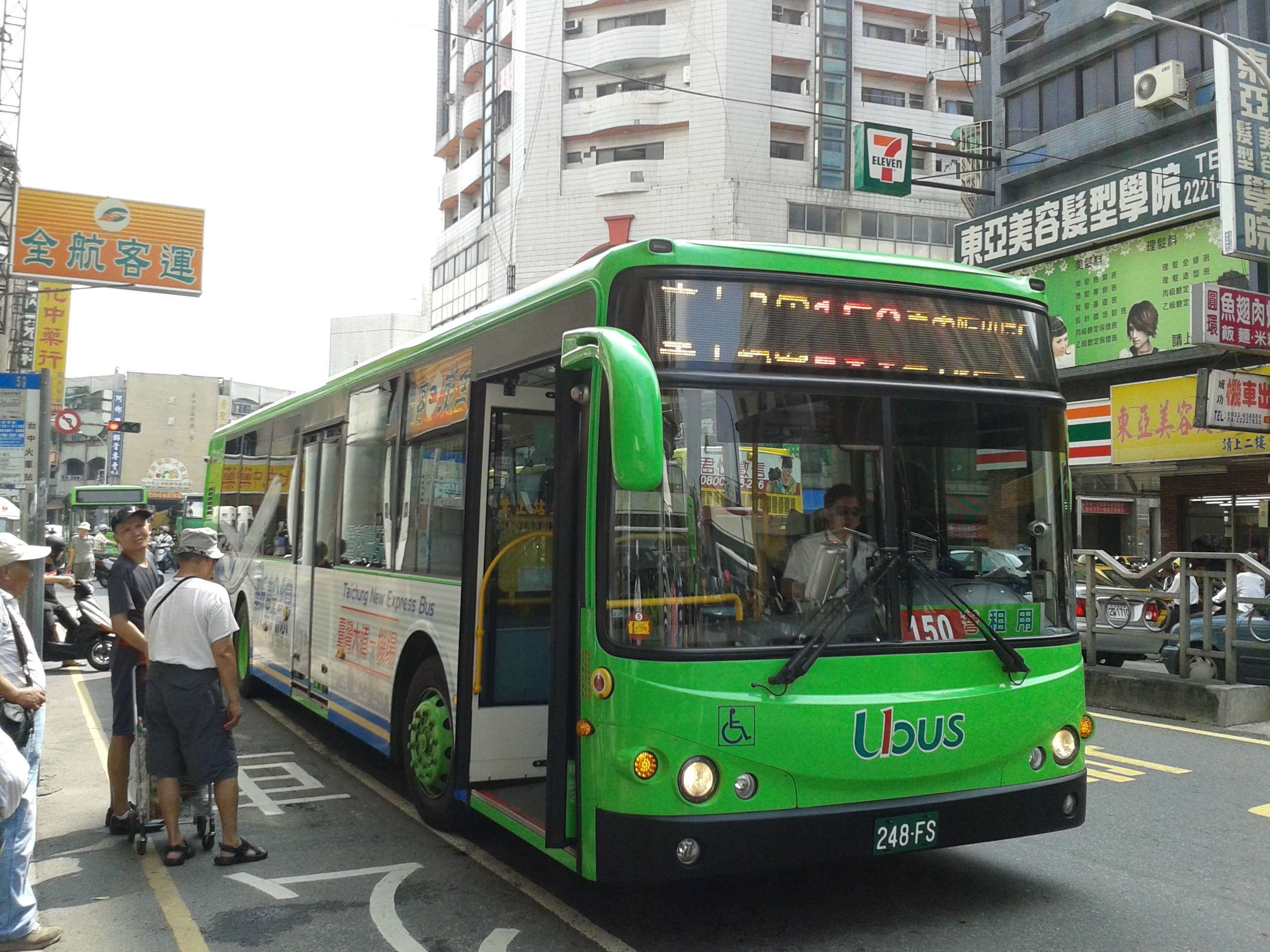
台中市公車150路公車租用統聯市公車車輛
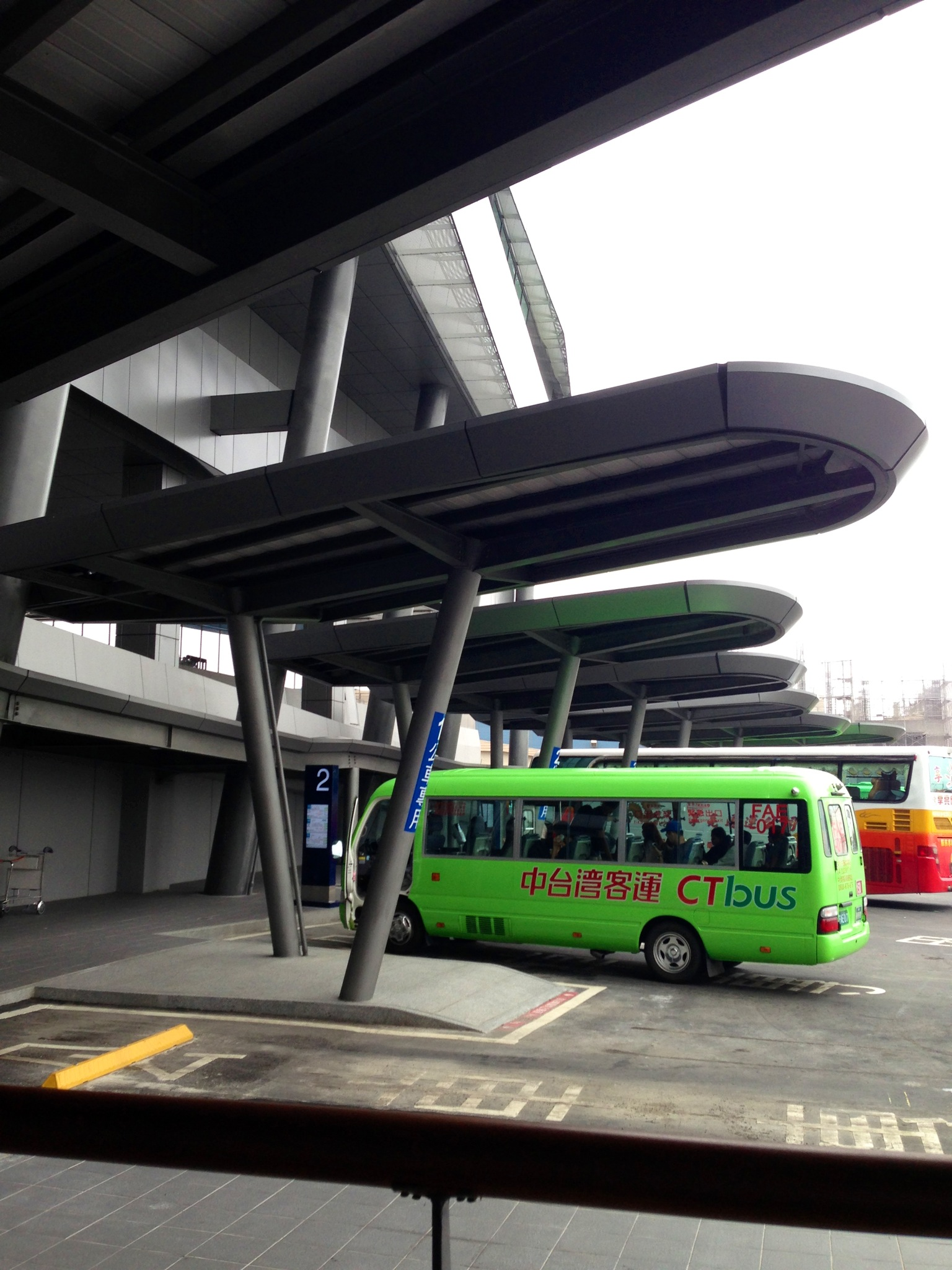
停靠於臺中航空站的150路公車